# Балдвін Лонсдейл
Болдвін Джекобсон Лонсдейл (1948—2017) — релігійний і політичний діяч держави Вануату, президент Вануату з 22 вересня 2014 року до 17 червня 2017.

## Життєпис
Народився 5 серпня 1948 року на острові Мота Лава в провінції Торба.
Англіканський священик. 22 вересня 2014 року був обраний президентом Вануату на колегії депутатів парламенту і губернаторів провінцій 46 голосами з 58 можливих. Після урагану «ПАМ» у березні 2015 року звернувся до міжнародного співтовариства допомогти відбудувати його країну.
Увечері 16 червня 2017 року Лонсдейл був доставлений до центральної столичної лікарні, де помер пізно вночі від серцевого нападу.